# Музей сакральної барокової скульптури Пінзеля
Музей Пінзеля — музей сакральної барокової скульптури Йогана-Георга Пінзеля, відкритий у 1996 році у Львові в приміщенні колишнього костелу Кларисок. У музеї зберігаються твори мистецтва, серед яких скульптури Пінзеля.

## Історія

### Монастирський період
1482 року до Львова з Кракова прибули черниці бернардинського ордену. Вони розмістилися за фортечними мурами міста неподалік від монастиря бернардинів. 1583 року для них побудували каплицю святої Ганни. Після реформи бернардинського ордену черниці отримали назву кларисок. На початку XVII століття почалося будівництво кам'яного монастиря для кларисок. З 1607 року будівництвом керував архітектор італієць Павло Римлянин, що працював також на будівництві костелу Бернардинів.
Костел кларисок був невеликим, однонавовим, з вежею над порталом входу. Костел мав 11 вівтарів. У XVII столітті тричі страждав від воєн у 1648, 1656 та 1672 роках. У середині XVIII століття (орієнтовно в 1748 році) костел перебудований у стилі бароко і став тринавовим. 1749 року ігуменя Марцеліна Дубровська розширила монастир, добудувавши з фундаменту його четверту частину. У 1760-х роках інтер'єр розписаний фресками художників — братів Станіслава та Марціна Строїнських.
Після передачі Львова і Галичини у склад Австро-Угорщини монастир закрито, тут був склад тютюну, потім шпиталь, а в монастирських келіях розташувалися митні служби. За час використання костелу як складу тютюну, фресковий живопис південної стіни був повністю знищений. Попри те, що споруда тривалий час не використовувалася за своїм прямим призначенням, вона збереглася до наших днів у незмінному вигляді.
1 грудня 1898 року відбулося повторне освячення храму архієпископом Юзефом Вебером. Храм став головною духовною святинею гімназійної молоді.
Упродовж 1936—1939 років, за проєктом архітектора Антонія Лобоса, відбулася реставрація споруди (пристосування приміщення під гарнізонний костел) та відновлення (реставрації) вежі костелу. Над відновленням вежі від 1936 року працювала ціла група фахівців — архітектор, професор Львівської політехніки Мар'ян Осінський, архітектор Януш Вітвицький, історик архітектури Збігнев Горнунг. Трирічні відновлювальні роботи перервав вибух другої світової війни у вересні 1939 року. На фірмі братів Викляків, яка тоді розташовувалася на вул. Личаківській, 27, виготовлено новий вівтар та амвони. Фігури святих виконав Антон Попель, вівтарні образи виконали маляри Станіслав Батовський-Качор, Юліуш Макаревич, Марцелій Гарасимович. Орган для костелу виготовила фабрика органів Яна Слівінського. Вітражі замовлено на віденській фабриці Карла Гейлінґа. Брат маляра Антона Попеля Тадеуш відреставрував фрески Станіслава Строїнського та намалював три нових сценічних композиції: «В'їзд Собеського до Відня», «Присяга Яна Казимира у Львівському кафедральному костелі», «Оборона львівського бернардинського монастиря».

### Музей
У 1945 році порожній костел кларисок увійшов до складу Львівської картинної галереї. Проведнена реставрація та косметичний ремонт будівлі.
Колекція львівської барокової скульптури була зібрана у Львівській картинній галереї в результаті експедиційної роботи музейних працівників у 1960—1970 роках. 1978 року тут відкрито виставковий зал Львівської картинної галереї. І лише в 1996 році відкрито окремий музей Йогана-Георга Пінзеля — «Музей сакральної скульптури XVIII століття».

## Сучасний стан

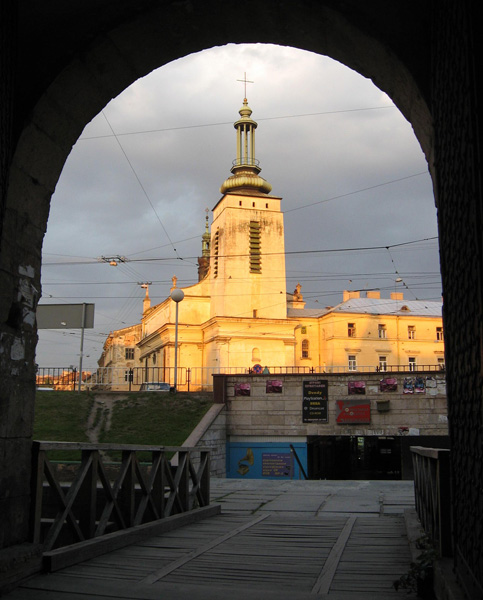
Фото з боку Глинянської брами

У 2008 році розпочаті роботи із заміни даху, які виконувалися за кошти із державного бюджету. Але роботи не були виконані у повному обсязі, тому існувала можливість підтоплення музею під час сезону дощів.
У 2012 році міська влада Львова пообіцяла виділити кошти на подальший ремонт даху в музеї Пінзеля. 26 листопада 2012 року музей відвідала комісія міськради на чолі з першим заступником міського голови Львова Олегом Синюткою і вже весною 2013 року музейники очікували на фінансування для капітального ремонту даху, адже у березні 2013 року, до музею з Франції мали повернутися скульптури Йогана Георга Пінзеля, які експонувалися в «Залі Каплиці» паризького музею Лувр.
У січні 2013 року працівники підприємства «Центр-Комплекс» розпочали роботи з заміни даху музею, які закінчилися наприкінці травня 2014 року. Було заплановано повністю замінити мідне покриття, підсилити та замінити усі дерев'яні конструкції даху. Усі матеріали на виконання цих робіт було закуплено за кошти виконавця, хоча у міському бюджеті 2014 року, на виконання цих робіт, було закладено 2,9 млн гривень. І знов приміщення музею отримало тимчасове покриття з поліетилену аби витримати осінні дощі, але воно «пережило» й зиму і дах знов почав протікати, тим самим руйнуючи споруду. Пам'ятка перебувала у аварійному стані та потребувала негайних відновлювальних робіт.
У наступному році ремонт даху музею Пінзеля, так і не завершився, попри обіцянки міського голови А. Садового, зробити це до кінця 2015 року. У ЛМР також запевняли, що станом на 25 січня 2016 року роботи з ремонту даху музею Пінзеля ще тривають. Усі затримки у виконанні робіт призвели до розкрадання невідомими особами мідної покрівлі, призначеної для ремонту музею. Після затримання зловмисників працівниками правоохоронних органів роботи поновилися, тому об'єкт не встигли вчасно здати в експлуатацію.
На початку серпня 2016 року на площі Митній розпочалися підготовчі роботи з реставрації музею Пінзеля. На будівлі встановили спеціальне риштування та незабаром розпочнуть відновлювати занедбаний фасад споруди. Нинішній стан — облуплені стіни, діри та знищені декоративні елементи і т. д. Під час реконструкції площі пам'ятці архітектури повернуть первинний вигляд. Для ремонту та реставрації колишнього костелу кларисок із державного бюджету виділено майже 3 млн гривень. Відновлення площі Митної та музею Пінзеля планують завершити до кінця жовтня.
У 2021 році музей Пінзеля модернізували та зробили безбар'єрним для кожного відвідувача.

## Твори Пінзеля

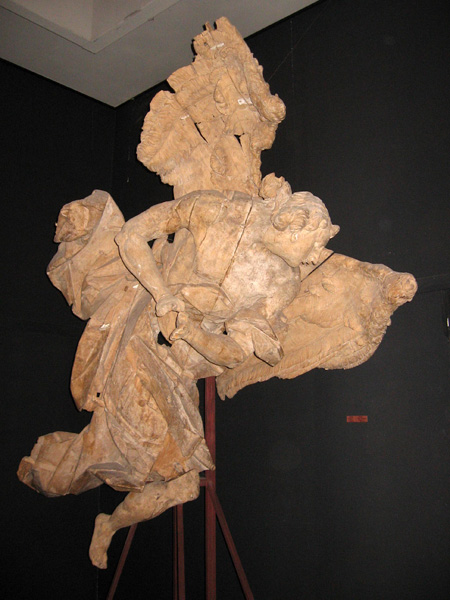
Янгол
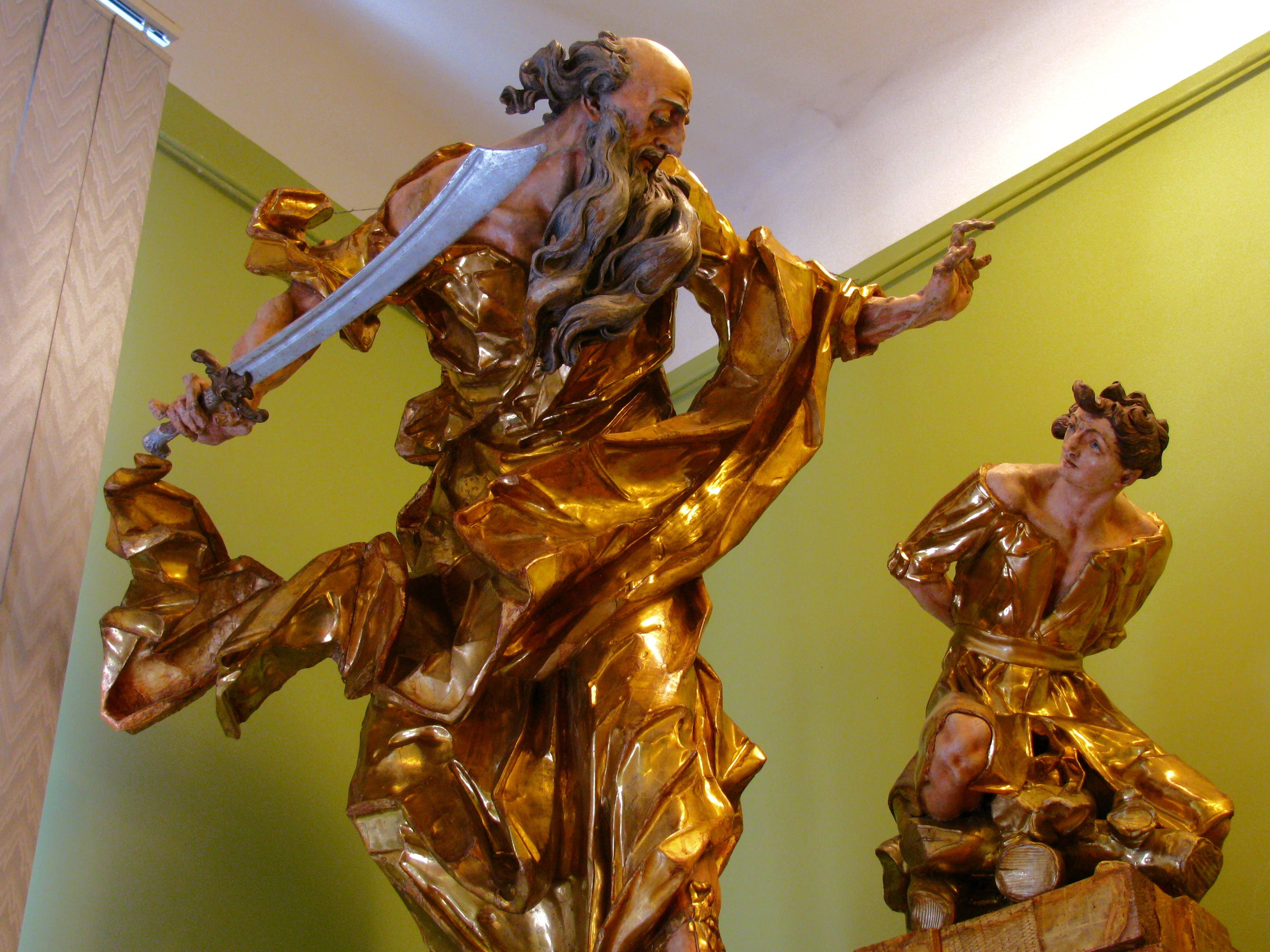
«Жертвоприношення Авраама»
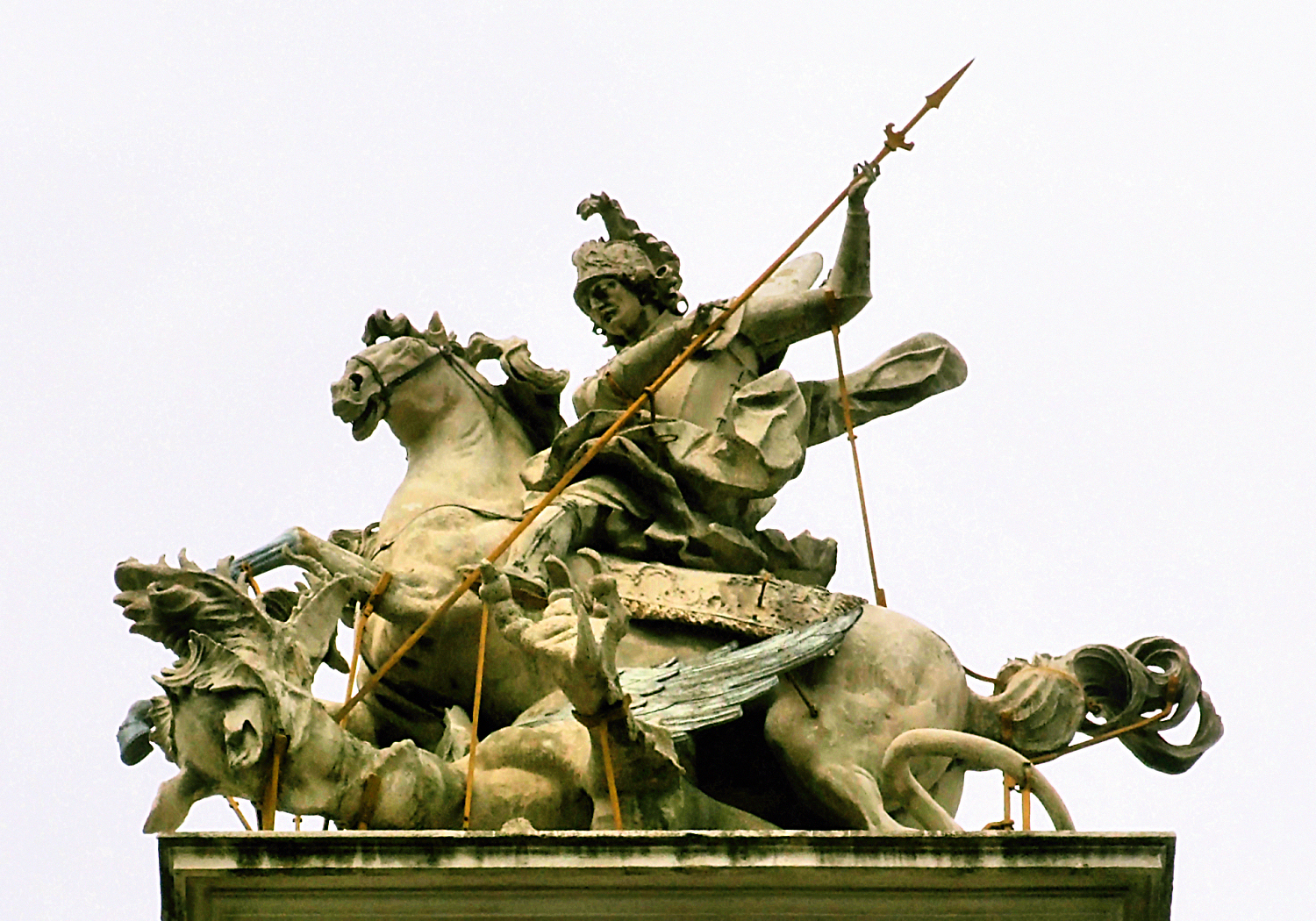
«Святий Юрій Змієборець»